# Psalydolytta leprieuri
Psalydolytta leprieuri es una especie de coleóptero de la familia Meloidae.

## Distribución geográfica
Habita en Etiopía y Senegal.